# 가미키토촌
가미키토촌(上木頭村)은 도쿠시마현 나카군에 설치된 촌이다. 